# Sebastian Winkler (Moderator)

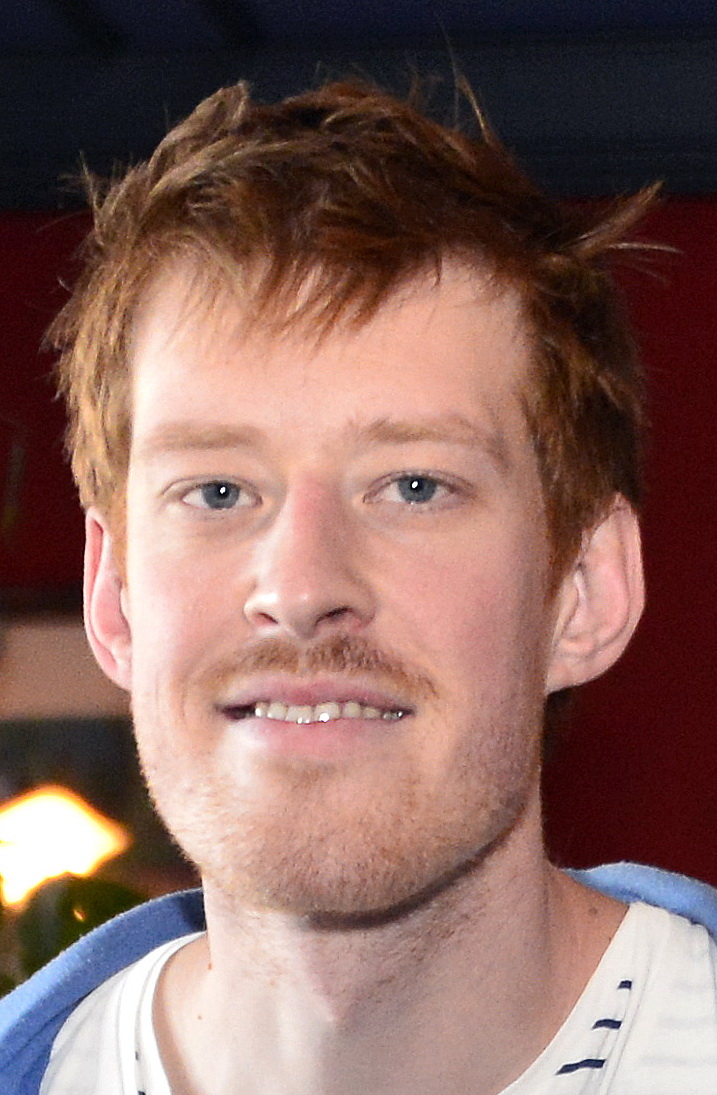
Sebastian Winkler, 2015

Sebastian Werner Winkler (* 28. Dezember 1982 in München) ist ein deutscher Hörfunk- und Fernsehmoderator, Synchronsprecher und Schauspieler. Bei letztgenannter Tätigkeit tritt er unter dem Namen Sebastian W Winkler in Erscheinung.

## Leben
Sebastian Winkler ist der Sohn des Münchner Theaterregisseurs Werner Winkler und von dessen Ehefrau Maria Elisabeth Winkler (verstorben am 2. Juli 2018). Im Alter von 12 Jahren spielte Winkler eine Hauptrolle in der sechsteiligen ARD-Miniserie „Die Sängerknaben“. Nach einem Volontariat beim Institut zur Förderung publizistischen Nachwuchses und der Radioredaktion des Sankt Michaelsbundes als Ausbildungsredaktion arbeitete Winkler beim Hörfunksender Antenne Bayern, erst in der Nachrichten- und Magazinredaktion, dann als Moderator. Von dort wechselte er zum Bayerischen Rundfunk. Von 2008 bis 2011 moderierte Winkler die Fernsehsendung on3-südwild im Bayerischen Fernsehen. Von September 2011 bis Januar 2014 moderierte er die wöchentlich auf Einsfestival und im BR Fernsehen ausgestrahlte Fernsehshow Die allerbeste Sebastian Winkler Show. Seit 2013 wurden die Folgen auch im rbb Fernsehen gezeigt. Er ist Moderator im Hörfunksender Bayern 3. Nebenbei ist Winkler als Sprecher tätig. Er war Station-Voice bei on3-Südwild, Synchronsprecher in den Filmen New Moon, Die Legende von Aang und Beilight – Bis(s) zum Abendbrot, in Hörspielen, für Werbe- sowie Off-Texte. Seit 2009 singt Winkler in der „Bayern-3-Band“. Seit 1. August 2016 moderiert Sebastian Winkler zusammen mit wechselnden Co-Moderatoren die Neuauflage der Radiosendung Die Frühaufdreher des Hörfunkprogramms Bayern 3, die zeitweise auch unter dem Namen Sebastian Winkler und die Frühaufdreher lief.
Neben seiner werktäglichen Hörfunksendung moderiert Sebastian Winkler verschiedene Podcasts für den Sender Bayern 3. Am 12. November 2019 erschien die erste Folge des Bayern 3 Podcast World Wide Wahnsinn, in der Winkler mit wechselnden Gästen über kuriose Fundstücke des Internets spricht. Am 23. Juli 2020 startete zudem der von Winkler moderierte Bayern 3 Podcast True Crime – Die Sprache des Verbrechens. Von Februar bis Oktober 2021 moderierte er zusammen mit dem Comedian Simon Pearce den wöchentlich erscheinenden Bayern 3 Podcast Das Paket. Im Radioprogramm von Bayern 3 erfolgte parallel dazu einmal im Monat die Ausstrahlung der Sendung Das Paket – die Show zum Podcast, ebenfalls moderiert von Winkler und Pearce.

## Diskografie

### Singles
Bayern 3 Weihnachts- und Benefizsongs
- 2017: Heimkommen (feat. Glasperlenspiel & Münchner Rundfunkorchester)
- 2018: (Ich wünsch dir) Sternstunden (feat. Christina Stürmer & Münchner Rundfunkorchester)
- 2019: Alle Jahre Lieder (Tante Renate) (mit Carolin Kebekus)

Bayern 3 Sommerhits
- 2018: Bleib für immer (mit Sascha Seelemann)
- 2019: Eisdealer

## Filmografie (Auswahl)
- 2018: Eine schöne Bescherung
- 2020: Toni, männlich, Hebamme
- 2022: Aktenzeichen XY … ungelöst (Sondersendung: gelöst)

## Synchronrollen (Auswahl)

### Filme
- 2008: Twilight – Biss zum Morgengrauen – Edi Gathegi als Laurent
- 2009: New Moon – Biss zur Mittagsstunde – Edi Gathegi als Laurent
- 2010: Frozen – Eiskalter Abgrund – Chris York als Ryan
- 2010: Harry Potter und die Heiligtümer des Todes – Teil 1 – Domhnall Gleeson als Bill Weasley
- 2010: Beilight – Bis(s) zum Abendbrot – B.J. Britt als Antoine
- 2011: Harry Potter und die Heiligtümer des Todes – Teil 2 – Domhnall Gleeson als Bill Weasley
- 2016: Born in China (Erzähler der deutschen Synchronfassung)
- 2018: Mary Poppins’ Rückkehr – Lin-Manuel Miranda als Jack
- 2018: Maquia – Eine unsterbliche Liebesgeschichte – Yoshimasa Hosoya als Lang

### Serien
- 2014: Dracula – Miklós Bányai als Szabo
- 2014–2015: Game of Thrones – Joel Fry als Hizdahr zo Loraq
- 2015–2020: We Bare Bears – Bären wie wir – Eric Edelstein als Grizzly
- 2016–2017: Maman & Ich – Alain Bouzigues als Monsieur Balain
- 2017–2022: This Is Us – Das ist Leben – Sterling K. Brown als Randall Pearson
- 2018: The Looming Tower als Floyd Bennet
- 2019–2022: Dead to Me – Brandon Scott als Nick Prager
- 2022: In with the Devil – Taron Egerton als James ‘Jimmy’ Keene
- seit 2022: Der Herr der Ringe: Die Ringe der Macht – Owain Arthur als Durin IV.
- 2024: Der Helicopter Coup – Mahmut Suvakci als Rami Farhan
- 2025: Adolescence – Ashley Walters als DI Luke Bascombe